# Operação Antropoide

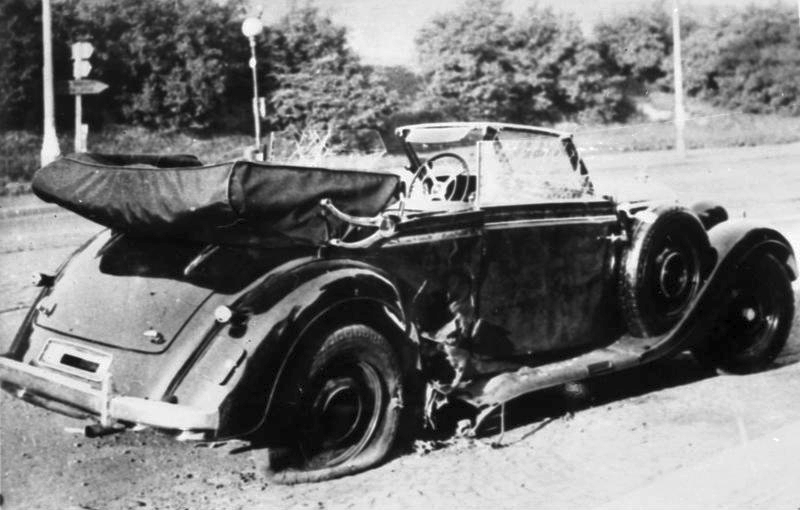
O veículo de Reinhard Heydrich logo após o atentado.

A Operação Antropoide (em inglês: Operation Anthropoid) foi o codinome dado a uma operação militar que tinha como objetivo assassinar o SS-Obergruppenführer e General der Polizei Reinhard Heydrich, chefe da Reichssicherheitshauptamt (RSHA), o Escritório Central de Segurança da Alemanha Nazista. Heydrich também era o Reichsprotektor (de facto governador) do Protetorado da Boêmia e Morávia e era responsável por toda administração e burocracia governamental da região (incluindo deportações de pessoas para campos de concentração).
O atentado contra Heydrich foi idealizado pela Executiva de Operações Especiais (S.O.E.), uma organização de inteligência britânica, que recrutou dois exilados: Jozef Gabčík (eslovaco) e Karel Svoboda (tcheco). Svoboda foi depois substituído por Jan Kubiš (tcheco). Após dois meses de preparação, Gabčík e Kubiš saltaram de um avião Halifax do 138.º Esquadrão da RAF, acompanhados por sete outros homens. Uma vez no chão, foram se encontrar com integrantes da resistência tcheca em Nehvizdy. Eles então foram para o oeste e se estabeleceram em Praga, a capital da Tchecoslováquia.
A operação foi executada na manhã de 27 de maio de 1942, quando Reinhard Heydrich deixou sua casa em Panenské Břežany em direção ao seu escritório no Castelo de Praga. Ele estava passando pelo distrito de Libeň, no centro de Praga, em sua Mercedes 320 conversível. Após o carro fazer uma curva fechada perto do hospital Bulovka, Jozef Gabčík se aproximou e tentou abrir fogo contra o veículo com sua submetralhadora Sten mas ela emperrou. Ao ver isso, Heydrich ordenou que seu motorista, SS-Oberscharführer Klein, parasse e então sacou sua pistola Luger e apontou para Gabčík. Jan Kubiš então jogou uma granada anti-tanque modificada (dentro de uma maleta) perto do carro. Os estilhaços atingiram Heydrich em cheio. Gabčík e Kubiš então sacaram suas pistolas Colt M1903 e dispararam contra o veículo mas, atordoados pela explosão, não conseguiram atingir o alvo. Abalado, Heydrich conseguiu sair do carro com sua arma em mãos e atirou de volta. Os dois atacantes então fugiram. Heydrich tentou perseguir um deles, deu alguns passos e caiu no chão sangrando. Kubiš fugiu numa bicicleta. Gabčík correu para longe do incidente e Heydrich ordenou que seu motorista, Klein, o perseguisse. Gabčík, contudo, sacou sua pistola e disparou contra o seu perseguidor, ferindo-o com dois tiros.
Mortalmente ferido, Heydrich foi socorrido por uma moradora local e um policial e então foi levado para o hospital Bulovka e foi operado às pressas. O chefe da SS, Heinrich Himmler, enviou seu médico particular, Karl Gebhardt, para tratar de Heydrich. O paciente sobreviveu à primeira noite, desenvolveu febre e recebeu altas doses de morfina. Após sete dias, seu quadro melhorou mas acabou caindo em estado de choque e depois entrou em coma. Heydrich faleceu a 4 de junho de 1942.
O ditador da Alemanha Nazista, Adolf Hitler, era amigo pessoal de Reinhard Heydrich e ordenou que uma investigação começasse imediatamente. Logo, mais de 13 mil pessoas foram presas. Parentes dos responsáveis foram detidos e, junto com membros da resistência tcheca, foram levados para o campo de concentração de Mauthausen e mortos. Estima-se que outras 5 mil pessoas tenham morrido nas represálias nazistas. A vingança mais notória (ou infame) aconteceu no vilarejo de Lídice, onde seus habitantes foram atacados por homens das SS. O vilarejo foi completamente destruído em 9 de junho de 1942. Cerca de 199 homens foram mortos, 195 mulheres foram deportados para o campo de concentração de Ravensbrück e 95 crianças foram aprisionadas. Destas crianças, 81 foram mortas em caminhões de gás no campo de extermínio de Chełmno. Outro vilarejo, Ležáky, também foi destruído. Os alemães ameaçaram com mais retaliações. Gabčík e Kubiš se abrigaram em uma igreja em Praga. Um membro da resistência, Karel Čurda, traiu o grupo e entregou a posição dos esconderijos de vários membros do movimento (Čurda foi enforcado pelo governo tcheco em 1947 por traição). Tropas da Waffen-SS então cercaram a igreja onde os dois atiradores e seus colegas estavam. Kubiš, Adolf Opálka e Jaroslav Svarc foram mortos no tiroteio subsequente. Gabčík foi ferido e morreu no hospital logo depois. O padre da igreja, Matěj Pavlík, junto com outros membros da congregação foram presos pelos nazistas e posteriormente executados. O corpo de Heydrich foi velado primeiro em Praga e depois numa grande cerimônia em Berlim.
Heydrich era um dos mais graduados membros do círculo íntimo de Hitler; um nazista convicto, ele foi um dos arquitetos da Solução Final da questão judaica na Europa, que culminou no Holocausto. Um dos motivos para a operação era para mostrar a força do governo tcheco no exílio e também como uma represália pelas duras políticas dos alemães impostas à Tchecoslováquia. Heydrich acabou sendo o oficial nazista de maior graduação morto por movimentos de resistência nos territórios ocupados na Europa pela Alemanha.

## Galeria

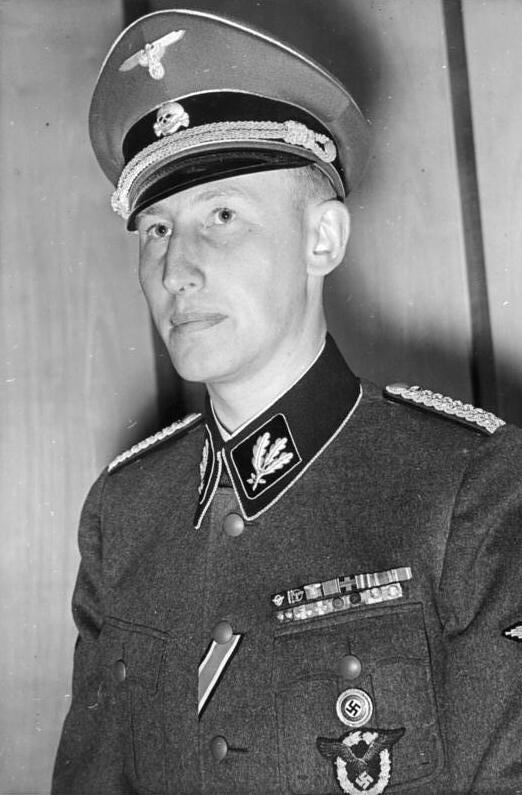
Reinhard Heydrich, o alvo da operação.
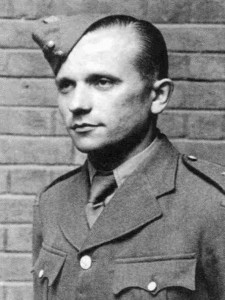
Jozef Gabčík, um dos responsáveis pelo atentado.
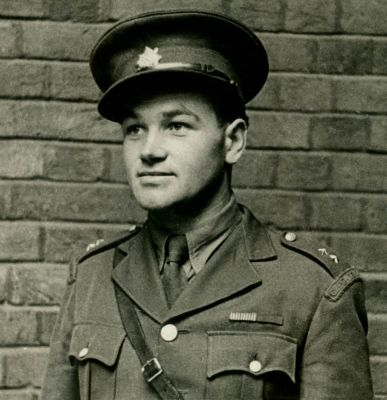
Jan Kubiš foi o homem que lançou a granada contra o carro de Heydrich.
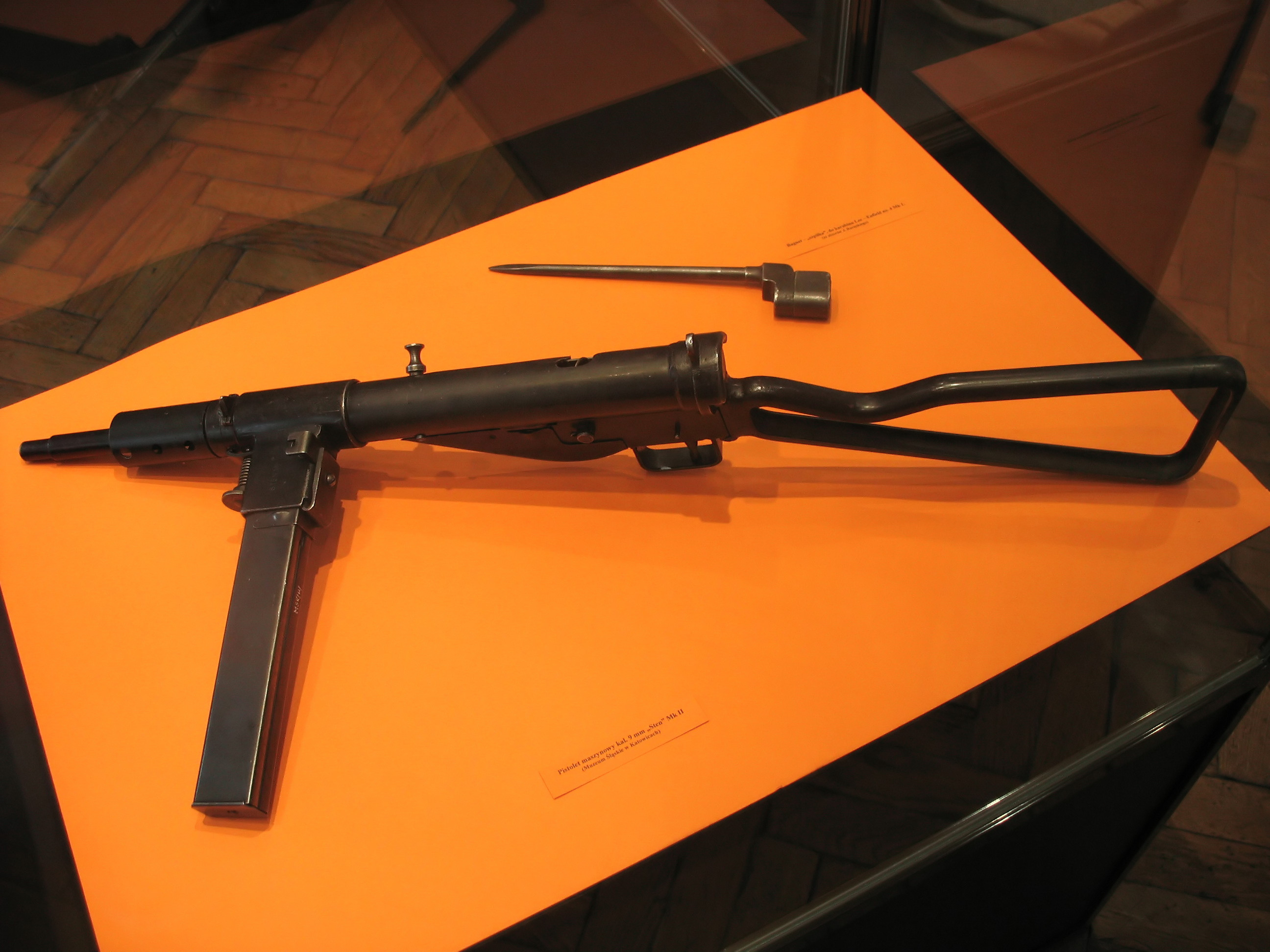
A submetralhadora Sten, modelo utilizado pelos agentes.
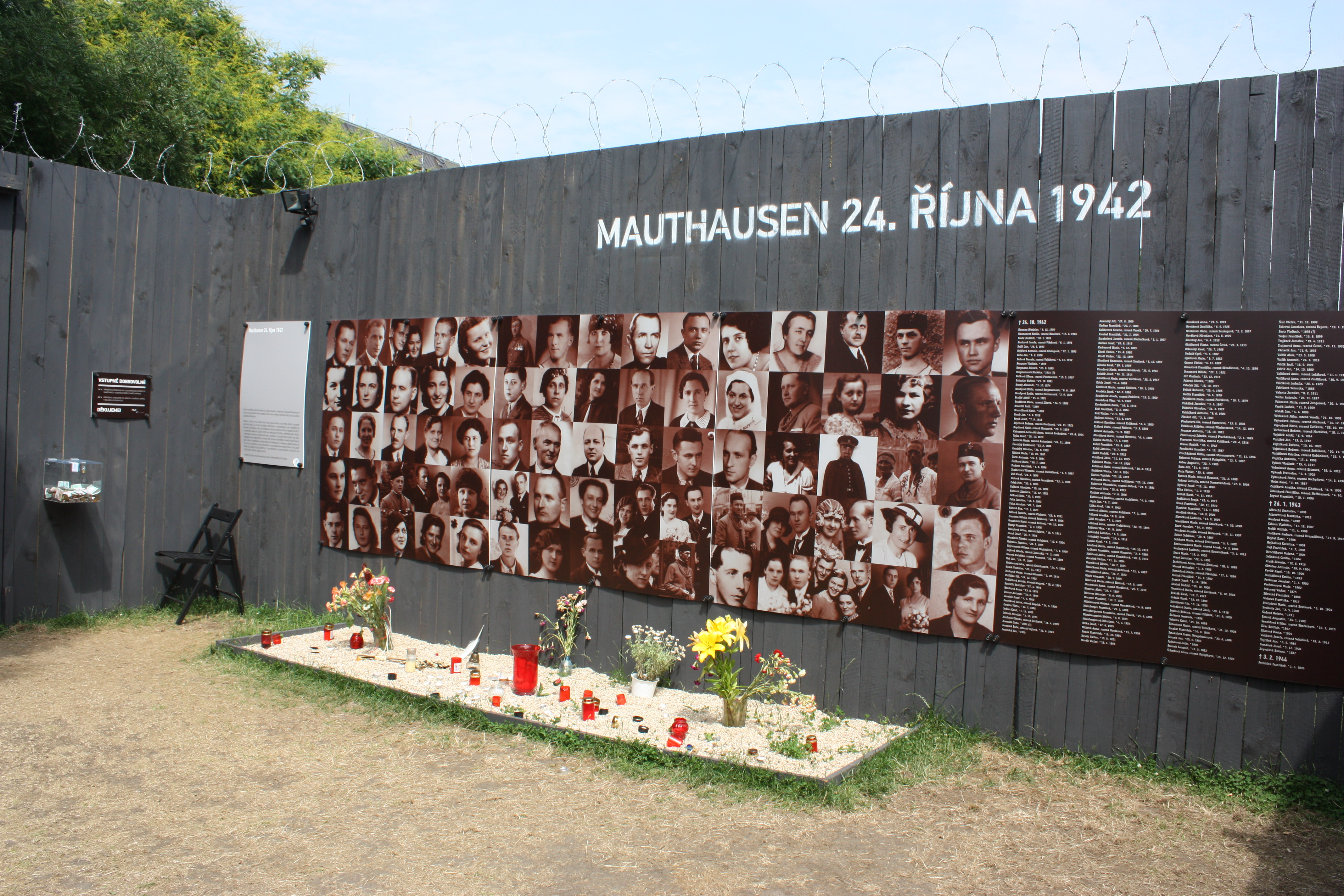
Monumento dedicado a Kubiš, Valčík e seus familiares mortos pelos nazistas. Somente em 24 de outubro de 1942, cerca de 254 pessoas foram assassinadas no campo de concentração de Mauthausen, como retaliação pelo atentado.